# Stazione di lancio satelliti di Sohae
La stazione di lancio satelliti di Sohae (동창동 미사일 발사장?, 西海衛星發射場?, Sohae Wisŏng PalsajangMR), nota anche come centro di lancio spaziale di Tongch'ang-dong e Pongdong-ri è un sito di lancio di vettori nella contea di Cholsan, provincia del Pyongan Settentrionale, Corea del Nord. La base si trova tra le colline vicino al confine settentrionale con la Cina ed è stata costruita sul sito del villaggio Pongdong-ri, che è stato spostato durante la costruzione. Dalla stazione è stato lanciato il 13 aprile 2012 il satellite nordcoreano Kwangmyŏngsŏng-3, che doveva celebrare il 100º anniversario della nascita di Kim Il-sung, ma il lancio si è concluso con un fallimento. Il 12 dicembre dello stesso anno invece il satellite Kwangmyŏngsŏng-3 Unità 2 è stato lanciato con successo e messo in orbita attorno alla Terra.
C'è una controversia sul lancio in quanto si ritiene che possa essere una prova per un missile balistico, il che sarebbe in violazione di un accordo tra la Corea del Nord e gli Stati Uniti stipulato nel mese di febbraio 2012. Anche se la Corea del Nord ha dichiarato di aver già lanciato dei satelliti in precedenza, né gli Stati Uniti né la Russia hanno mai ricevuto segnali da essi.

## Storia
I primi segni di costruzione erano visibili nei primi anni 1990 e dai primi anni 2000 divennero più evidenti. Un progresso importante nella costruzione è stato scoperto nel 2008 dal Jane's Information Group, che ha richiesto le immagini dalla società di satelliti DigitalGlobe. Presso il centro di ricerca missilistico Sanum'dong furono costruiti un sistema di supporto in posizione verticale per vettori e una ferrovia e tra il 29 e il 31 maggio 2009 è stato trasportato fino al centro spaziale un prototipo dei primi due stadi del razzo Unha-3 probabilmente per delle prove di logistica o addestramento del personale.
Nei primi mesi del 2011 la costruzione è stata completata, dopo un decennio. La prima menzione ufficiale del sito è avvenuta nel marzo 2012 quando la Corea del Nord annunciò che sarebbe stato lanciato dal sito il satellite Kwangmyŏngsŏng-3. Nell'aprile successivo, prima del lancio del satellite, Jang Myong-jin, direttore del centro, spiegò ai media il processo di lancio del vettore Unha-3 (in coreano: 은하-3호, 銀河-3) durante una visita guidata.
Il primo lancio del Kwangmyŏngsŏng-3, il 12 aprile 2012, fallì. Il 1º dicembre dello stesso anno l'Agenzia centrale coreana di informazione annunciò che una seconda versione del satellite sarebbe stata lanciata da Sohae tra il 10 e il 22 dicembre.